# Sofie Marie z Lichtenštejna
Sofie (Žofie) Marie z Lichtenštejna (německy Sophie Marie Gabriele Pia von Liechtenstein; 11. července 1837, Vídeň – 25. září 1899, Zell am See) byla rakouská šlechtična a lichtenštejnská princezna, po sňatku kněžna z Löwenstein-Wertheimu.

## Původ a rodina
Sofie se narodila jako panujícího knížete Aloise II. z Lichtenštejna a jeho manželky Františky Kinské z Vchynic a Tetova. Měla devět sourozenců, jejími mladšími bratry byla pozdější knížata Jan II. a František I. z Lichtenštejna.

## Manželství a potomci
4. května 1863 se pětadvacetiletá Sofie ve Vídni za o tři roky staršího knížete Karla z Löwenstein-Wertheim-Rosenbergu, jediného syna Konstantina z Löwenstein-Wertheim-Rosenbergu a Anežky Hohenlohe-Langenburské. Manželé spolu měli osm dětí:
- Františka z Löwenstein-Wertheim-Rosenbergu (30. března 1864 – 12. dubna 1930)
- Adléta z Löwenstein-Wertheim-Rosenbergu (17. července 1865 – 6. září 1941)
- Anežka z Löwenstein-Wertheim-Rosenbergu (22. prosince 1866 – 23. ledna 1954)
- Josef z Löwenstein-Wertheim-Rosenbergu (11. dubna 1868 – 15. února 1870)
- Marie Tereza z Löwenstein-Wertheim-Rosenbergu (4. ledna 1870 – 17. ledna 1935)
- Alois z Löwenstein-Wertheim-Rosenbergu (15. září 1871 – 25. ledna 1952)
- Anna z Löwenstein-Wertheim-Rosenbergu (28. září 1873 – 27. června 1936)
- Jan Baptista z Löwenstein-Wertheim-Rosenbergu (29. srpna 1880 – 18. května 1956)